# والتر بالدوين سبنسر
السير والتر بالدوين سبنسر (23 يونيو 1860 - 14 يوليو 1929)، المعروف باسم السير بالدوين سبنسر، كان عالم أحياء تطورية وإنسانيات وشعوبيات بريطانيًا أستراليًا. وهو معروف بعمله الميداني مع الشعوب الأصلية في وسط أستراليا، ومساهماته في دراسة وصف الشعوب، والتعاون الأكاديمي مع فرانك جيلين. أدخل سبنسر دراسة علم الحيوان في جامعة ملبورن وحمل لقب أستاذ فخري حتى وفاته في عام 1929. انتُخب زميلًا في الجمعية الملكية في عام 1900 ونال لقب فارس في عام 1916.